# Bonaventure (regionale Grafschaftsgemeinde)
Bonaventure ist eine regionale Grafschaftsgemeinde (französisch municipalité régionale de comté, MRC) in der kanadischen Provinz Québec.
Sie liegt in der Verwaltungsregion Gaspésie–Îles-de-la-Madeleine und besteht aus 14 untergeordneten Verwaltungseinheiten (drei Städte, sieben Gemeinden, zwei Kantonsgemeinden, ein Sprengel und ein gemeindefreies Gebiet). Die MRC wurde am 8. April 1981 gegründet. Der Hauptort ist New Carlisle. Die Einwohnerzahl beträgt 17.660 und die Fläche 4.379,40 km², was einer Bevölkerungsdichte von 4,0 Einwohnern je km² entspricht.

## Gliederung
Stadt (ville)
- Bonaventure
- New Richmond
- Paspébiac

Gemeinde (municipalité)
- Caplan
- Cascapédia–Saint-Jules
- Hope Town
- New Carlisle
- Saint-Alphonse
- Saint-Elzéar
- Shigawake

Detailkarte

Kantonsgemeinde (municipalité de canton)
- Hope
- Saint-Godefroi

Sprengel (municipalité de paroisse)
- Saint-Siméon

Gemeindefreies Gebiet (territoire non-organisé)
- Rivière-Bonaventure

## Angrenzende MRC und vergleichbare Gebiete
- Avignon
- La Matapédia
- La Haute-Gaspésie
- Le Rocher-Percé